# Departament d'Estelí
El Departament d'Estelí s un departament de Nicaragua, localitzat al nord de la zona central del país. Limita al nord amb el departament de Madriz, al sud amb els departaments de León i Matagalpa, a l'oest amb el departament de Chinandega i a l'est amb el departament de Jinotega. Té una extensió territorial de 2.229,7 km².
Va ser creat per decret legislatiu el 8 de desembre de 1891 amb cinc municipis: La Trinidad, Condega, Pueblo Nuevo, Limay i Estelí. En 1989 el municipi de Sant Nicolás d'Orient, fins llavors pertanyent al León, va ser integrat al departament de *Estelí mitjançant decret legislatiu.
Té una població (estimacions oficials para 2005) de 215.384 habitants, distribuïts en un 59% en l'àrea urbana i 41% a l'àrea rural.
La capçalera departamental és la ciutat d'Estelí.

## Divisió administrativa

### Municipis
1. Condega
2. Estelí
3. La Trinidad
4. Pueblo Nuevo
5. San Juan de Limay
6. San Nicolás de Oriente